# Hosta kiyosumiensis
Hosta kiyosumiensis là một loài thực vật có hoa trong họ Măng tây. Loài này được F.Maek. mô tả khoa học đầu tiên năm 1935.

## Hình ảnh

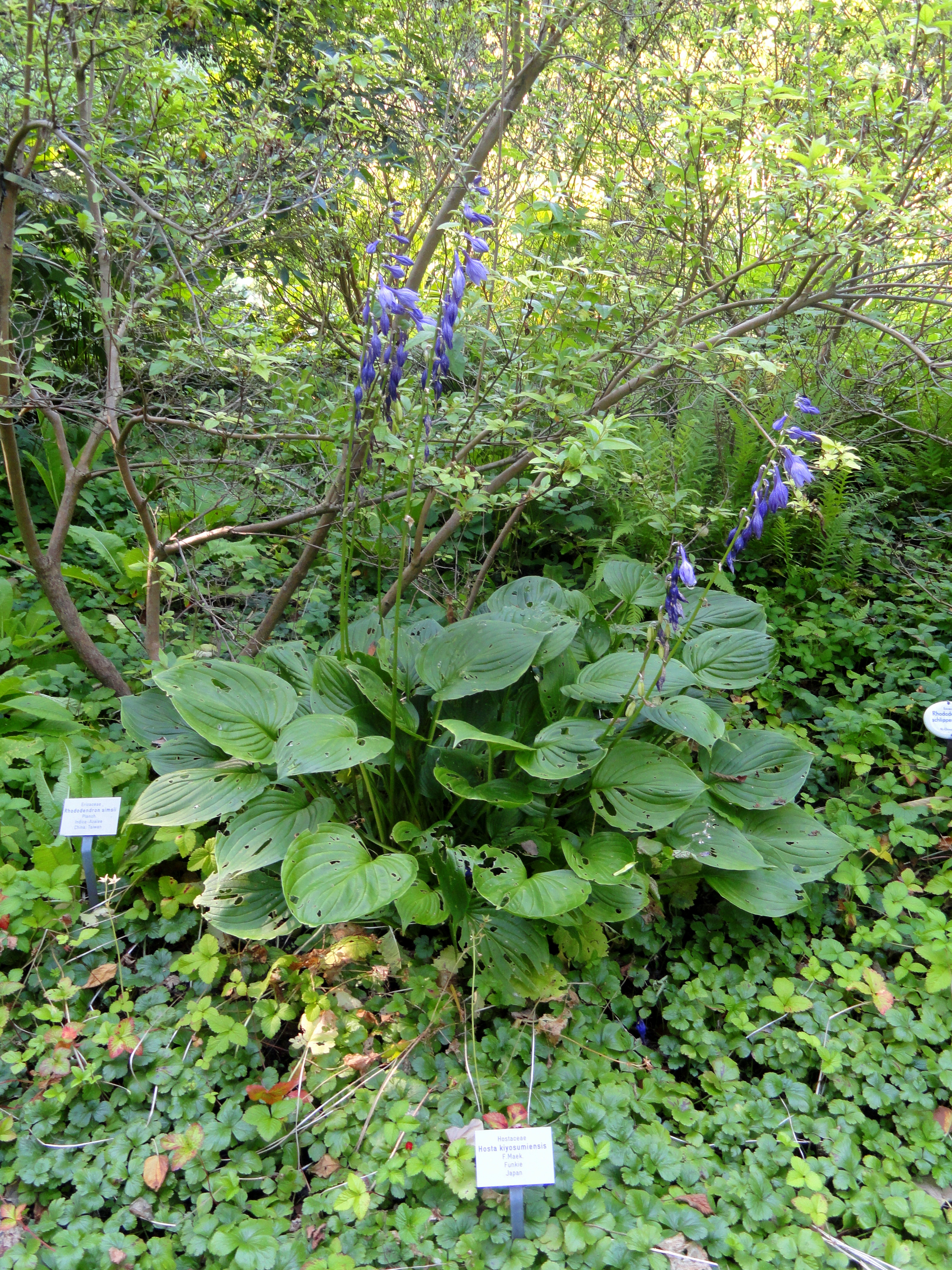